# Incendio en Kémerovo de 2018
El incendio en el complejo comercial Winter Cherry en Kémerovo, Rusia, ocurrió el 25 de marzo de 2018 a las 16:00 hora local (9:00 UTC), matando al menos a 64 personas, entre ellas 41 niños, y más de cincuenta personas resultaron heridas y afectadas por inhalación de humo. En el centro comercial había también un pequeño zoológico para niños. El director del centro sostuvo que cerca de 200 animales de 25 especies murieron por inhalación del humo.
841 personas y casi 200 unidades de maquinaria participaron en la extinción del fuego y las consecuencias del incendio en Kémerovo. El Ministerio de Emergencias de Rusia en la región de Kémerovo confirmó que 100 personas fueron evacuadas y 20 salvadas, aunque la fuente de Interfax en los servicios de emergencia aumenta el número de evacuados a 250.
Los primeros datos de la investigación situaron el foco del incendio en la planta superior del centro comercial, donde se encuentran las salas de cine y los espacios de ocio infantil. Según informaron los medios rusos, la presencia de varios menores de edad en la zona se debió a que llegaron a Kémerovo en grupos escolares desde otras ciudades y localidades rusas para celebrar el comienzo de las vacaciones de primavera. Una fuente del colegio de Treschovski informó a RIA Novosti que todos sus alumnos murieron, mientras se desconocía el destino de los adultos. Algunos medios apuntaron que los adultos lograron sobrevivir, porque, tras dejar a los niños en el cine viendo dibujos animados, se fueron a dar un paseo por el centro comercial.

## Eventos
Después de las cuatro de la tarde (hora local), algunos niños comenzaron a llamar a sus familiares y a decir que estaban en una sala de cine en llamas sin poder salir. Cuando se desató el incendio, las vías hacia la salida principal quedaron bloqueadas por el fuego.
Cuatro personas han sido detenidas en relación con el incendio, incluido el director de la empresa administradora del complejo comercial. Muchas de las víctimas estaban en los cines del centro comercial, donde dos techos colapsaron. Se reveló que el sistema de alarma contra incendios en el centro comercial de Kémerovo fue desconectado por un guardia de seguridad.

## Reacciones
Los políticos regionales e internacionales enviaron sus condolencias.  El 28 de marzo de 2018 fue declarado el día nacional de luto en Rusia.
Se celebró una manifestación en Kémerovo para exigir la renuncia del alcalde de Kémerovo, Ilya Seredyuk, y del gobernador regional de larga data, Aman Tuleyev.